# 碧湖 (選區)
碧湖（英語：Bik Woo，代號：R39）是香港沙田區議會下轄的選區，1994年設立，2023年取消，末任區議員為獨立民主派陸梓峂。

## 範圍
選區以石門一帶地區為主，包括濱景花園、翠湖花園、碧濤花園以及碩門邨第一期（健碩樓及美碩樓），投票站因應人口分佈而設有兩個，分別位於安景街的路德會梁鉅鏐小學及碩門邨附近的香港浸會大學附屬學校王錦輝中小學（中學部）。

## 沿革
碧湖選區可追溯至1991年區議會選舉的小瀝源選區，當時該區包括石門、小瀝源路沿線鄉村及大水坑富安花園一帶，選舉由何秀武以1,525票多於港同盟李家熾的824票黨選。
1993年港督彭定康推行政改方案改革區議會，取消所有委任議席及雙議席選區，全面實行單議席單票制，並改由選區分界及選舉事務委員會制定，區議會選區數目亦隨人口變動而大幅增加，小瀝源選區及廣源選區分拆為大水坑選區、碧湖及廣源選區，其中廣林苑及康林苑與周邊的鄉村地帶及石門一帶劃為碧湖選區，大水坑富安花園一帶則劃為大水坑選區。
1994年區議會選舉，何秀武參選大水坑選區，碧湖選區由港同盟滙點提名的何淑萍亦以六成得票當選。選後港同盟滙點合併成立民主黨，何氏亦為創黨成員。
1999年區議會選舉，廣林苑及康林苑與周邊的鄉村地帶由碧湖選區劃出為廣康選區，何淑萍轉戰馬鞍山新市鎮的錦豐選區，本區由民主黨黃日新對上港進聯梁國顯，結果由梁氏以六成得票當選。
2003年區議會選舉，民主黨劉偉倫以近四成得票勝過另外兩人當選。2007年區議會選舉，本區吸引到四人參選，結果由民主黨劉偉倫以六成得票當選。
2011年區議會選舉，當時人口估算約20,526人，其中有9 441位是選民，議席由民建聯成員黃冰芬，獨立民主人士劉偉倫及身兼碧濤花園一期業主立案法團主席的公民黨成員曾敏儀爭奪，最終劉偉倫以2,186票勝出。劉偉倫選後不久就步父親劉帶生的後塵，加入建制派的經濟動力，其後亦隨經濟動力改組後加入經民聯。
2011年至2015年期間翠湖花園發生2.6億維修工程風波，事緣有業主認為工程造價太貴，要求重開業主大會以取消工程，不過法團回應指如果取消工程就會當作毀約。後來事件越發越大，揭露工程公司賄賂法團主席和管理公司，以圍標方式取得翠湖花園、同區的濱景花園和土瓜灣華麗大廈的工程合約。當中翠湖花園法團主席黎國樑更被揭發收受工程公司東主丘瑞田10%回佣，即2,600萬元。最後丘瑞田和管理公司新昌管理集團等多人被廉署拘捕，當中主謀丘瑞田被判入獄35個月。
2015年區議會選舉，本區焦點自然涉及樓宇工程圍標一事，帶領業主反圍標的翁愛明一直與民主派合作，並獲泛民區選聯盟認可。而劉偉倫首次打正建制派身份出戰區議會，而民建聯的黃冰芬亦都捲土重來。黃冰芬自落敗後沒有離開本區，而在選區另一端的碩門邨扎根。三人競爭激烈，最後由黃冰芬以不足一半的票數勝出，是此屆民建聯在沙田區大敗之下少數特別例子。至於一直關注反圍標的翁愛明因起步遲、知名度不足，只得約三成選票。而競逐連任的劉偉倫不僅敬陪末座，得票率亦只得兩成多。經民聯在沙田區的勢力一夜之間被連根拔起，五個跟經民聯有關係的人士（湯寶珍、劉偉倫、莊耀勤、李德華、周秉謙）無一當選，只剩下不用選舉的當然議員莫錦貴。
2019年區議會選舉，競逐連任的民建聯黃冰芬，遇上在反對逃犯條例修訂草案運動展開後開始在此選區展開社區服務，任職沙田區政博康選區議員趙柱幫助理的公民黨成員陸梓峂挑戰，結果陸氏以4,280票多於黃氏的3,457票當選。2021年6月20日，陸梓峂連同另外十名公民黨區議員在社交媒體宣佈退黨，改以獨立民主派身份服務社區。2021年7月，陸氏因應政府計劃追討協助民主派初選區議員的酬金津貼傳聞所帶動的區議員辭職潮中，辭去區議員職務。

## 歷屆議員
| 屆別                  | 議員   | 政治聯繫        |      |
| --------------------- | ------ | --------------- | ---- |
| 1994年－1999年        | 何淑萍 | 民主黨          |      |
| 2000年－2003年        | 梁國顯 | 進 港進聯       |      |
| 2004年－2007年        | 劉偉倫 | 民主黨          |      |
| 2008年－2011年        | 劉偉倫 | 民主黨 → 無黨籍 |      |
| 2012年－2015年        | 劉偉倫 | 無黨籍 → 經民聯 |      |
| 2016年－2019年        | 黃冰芬 | 民建聯          |      |
| 2020年－2021年7月11日 | 陸梓峂 | 公民黨 → 無黨籍 |      |
| 2021年7月12日－2023年 | 懸空   | 懸空            | 懸空 |

## 歷屆選舉結果
| 政党   | 政党   | 候选人    | 票数  | %     | ±      |
| ------ | ------ | --------- | ----- | ----- | ------ |
|        | 公民黨 | ①. 陸梓峂 | 4,280 | 55.32 | 不適用 |
|        | 民建聯 | ②. 黃冰芬 | 3,457 | 44.68 | -2.43  |
| 多数票 | 多数票 | 多数票    | 823   | 10.64 | -6.63  |

| 政党   | 政党       | 候选人    | 票数  | %     | ±      |
| ------ | ---------- | --------- | ----- | ----- | ------ |
|        | 獨立民主派 | ①. 翁愛明 | 1,490 | 29.84 | 不適用 |
|        | 民建聯     | ②. 黃冰芬 | 2,352 | 47.11 | +4.95  |
|        | 經民聯     | ③. 劉偉倫 | 1,151 | 23.05 | -21.87 |
| 多数票 | 多数票     | 多数票    | 862   | 17.27 | +14.52 |

| 政党   | 政党       | 候选人    | 票数  | %     | ±      |
| ------ | ---------- | --------- | ----- | ----- | ------ |
|        | 民建聯     | ①. 黃冰芬 | 2,052 | 42.16 | 不適用 |
|        | 獨立民主派 | ②. 劉偉倫 | 2,186 | 44.92 | -14.48 |
|        | 公民黨     | ③. 曾敏儀 | 629   | 12.92 | 不適用 |
| 多数票 | 多数票     | 多数票    | 134   | 2.75  | -37.38 |

| 政党   | 政党   | 候选人    | 票数  | %     | ±      |
| ------ | ------ | --------- | ----- | ----- | ------ |
|        | 自由黨 | ①. 黎國樑 | 422   | 13.35 | 不適用 |
|        | 無黨派 | ②. 黃國新 | 252   | 7.97  | 不適用 |
|        | 民主黨 | ③. 劉偉倫 | 1,877 | 59.40 | +22.72 |
|        | 民建聯 | ④. 梁國顯 | 609   | 19.27 | 不適用 |
| 多数票 | 多数票 | 多数票    | 1,268‬ | 40.13 | 不適用 |

| 政党   | 政党   | 候选人    | 票数  | %     | ±      |
| ------ | ------ | --------- | ----- | ----- | ------ |
|        | 民主黨 | ①. 劉偉倫 | 1,215 | 36.68 | 不適用 |
|        | 港進聯 | ②. 梁國顯 | 1,096 | 33.09 | 不適用 |
|        | 獨立   | ③. 陳志良 | 1,001 | 30.22 | +22.72 |
| 多数票 | 多数票 | 多数票    | 119‬   | 3.59  | -19.53 |

| 政党   | 政党   | 候选人    | 票数  | %     | ±      |
| ------ | ------ | --------- | ----- | ----- | ------ |
|        | 港進聯 | ①. 梁國顯 | 1,030 | 61.06 | 不適用 |
|        | 民主黨 | ②. 黃日新 | 657   | 38.94 | 不適用 |
| 多数票 | 多数票 | 多数票    | 373   | 22.12 | -8.72  |

| 政党   | 政党   | 候选人 | 票数  | %     | ±      |
| ------ | ------ | ------ | ----- | ----- | ------ |
|        | 港同盟 | 何淑萍 | 1,956 | 60.56 | 新選區 |
|        | 自由黨 | 傅仕偉 | 1,274 | 39.44 | 新選區 |
| 多数票 | 多数票 | 多数票 | 682   | 21.12 | 新選區 |

| 政党   | 政党   | 候选人 | 票数  | %     | ±      |
| ------ | ------ | ------ | ----- | ----- | ------ |
|        | 建制派 | 何秀武 | 1,525 | 64.92 | 新選區 |
|        | 港同盟 | 李家熾 | 824   | 35.08 | 新選區 |
| 多数票 | 多数票 | 多数票 | 701   | 29.84 | 新選區 |